# CMA CGM Megamax-24
Als CMA CGM Megamax-24 wird eine Baureihe von Containerschiffen der CMA CGM bezeichnet. Die Klasse besteht aus neun Schiffen, die von 2019 bis 2021 abgeliefert wurden. Sie zählen neben den MSC Megamax-24-Einheiten zu den größten Containerschiffen weltweit.

## Geschichte

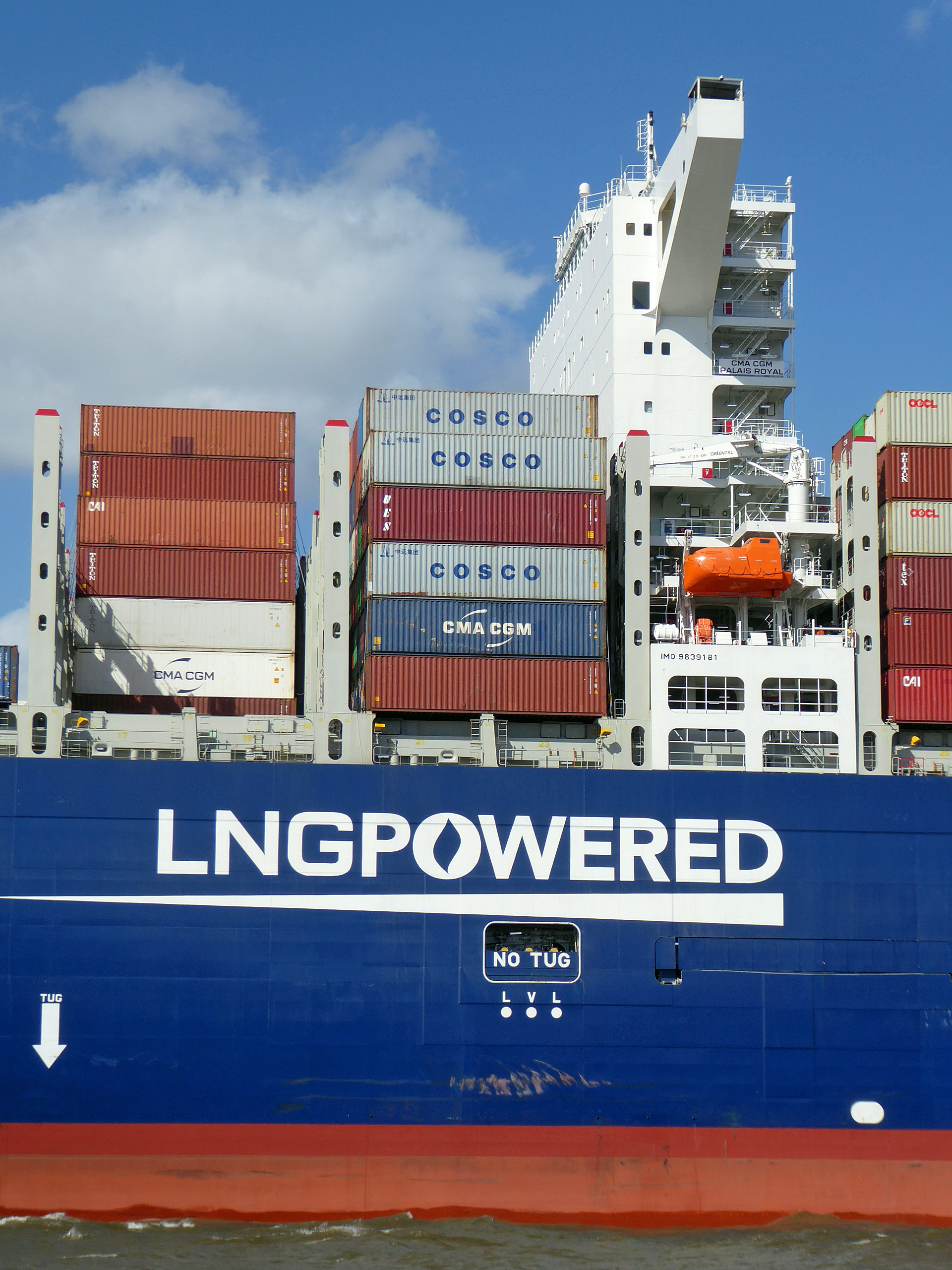
Das schmale Deckshaus und die Übergabestation

Die Baureihe wurde im Jahr 2017 von der französischen Reederei CMA CGM beim chinesischen Schiffbaukonzern China State Shipbuilding Corporation in Auftrag gegeben. Der im Juli 2018 begonnene Bauauftrag im Wert von etwa 1,2 Milliarden US-$ ist auf die beiden Werften Jiangnan Shipyard und Hudong-Zhonghua Shipbuilding aufgeteilt. Die Schiffe werden im Liniendienst zwischen Europa und Ostasien eingesetzt.

## Technik

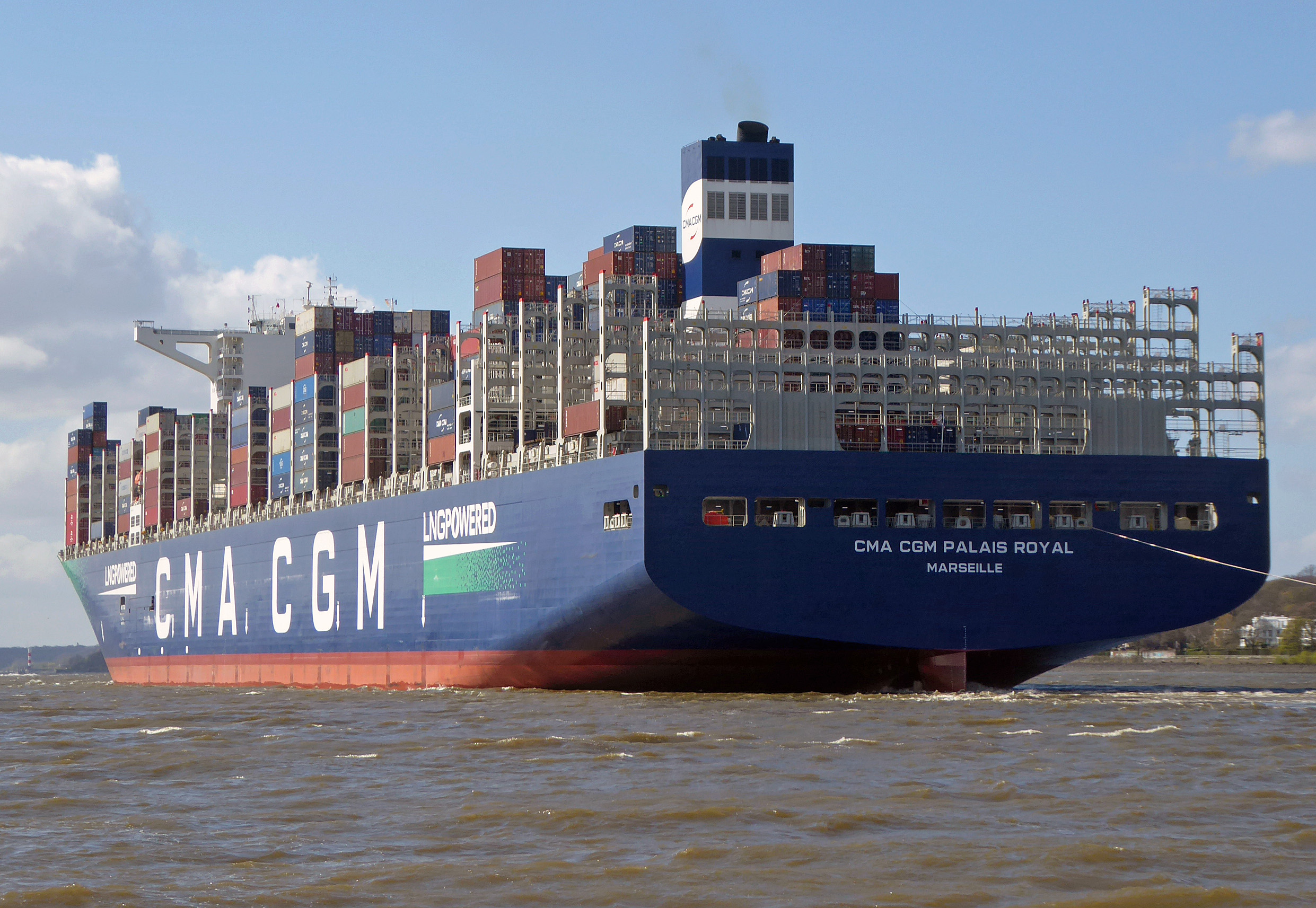
Heckansicht der CMA CGM Palais Royal

Die Schiffe zählen zur Gruppe der ULCS-Containerschiffe. Wie die Einheiten der Triple-E-Klasse und einige vergleichbare Schiffsserien dieses größten Containerschiffssektors sind sie rund 400 Meter lang, aber um etwa zweieinhalb Meter breiter, um querschiffs eine zusätzliche 24. Reihe Container stauen zu können und so auf die größere Anzahl an Container-Stellplätzen zu kommen.
Das Deckshaus ist wie bei den meisten ULCV-Serien relativ weit vorne angeordnet, was einen verbesserten Sichtstrahl und somit eine höhere vordere Decksbeladung ermöglicht. Vor dem Deckshaus sind sechs 40-Fuß-Bays, dahinter 14 Bays und hinter dem Maschinenaufbau vier weitere Bays angeordnet. Die Bunkertanks sind unterhalb des Aufbaus angeordnet; sie erfüllen die einschlägigen MARPOL-Vorschriften. Die Laderäume der Schiffe werden mit Pontonlukendeckeln verschlossen. Die maximale Containerkapazität wurde zunächst mit etwa 22.000 TEU angegeben; die Einheiten wurden jedoch nach Einschätzungen des Fachmediums Alphaliner mit etwa 23.000 TEU gebaut, da sie mit Flüssigerdgas betrieben werden, was einen Teil des sonst als Laderaum genutzten Raums verbraucht. Es sind Anschlüsse für 2200 Integral-Kühlcontainer vorhanden. Äußerlich auffällig ist der senkrechte Steven ohne Wulstbug.
Als Antrieb der Schiffe dient ein Zweitakt-Dieselmotor, der auf einen Festpropeller wirkt. Die Energieversorgung an Bord wird durch Hilfsdiesel sichergestellt. Die Schiffe sind für Slow steaming ausgelegt.

## Die Schiffe
| CMA CGM Megamax-24     | CMA CGM Megamax-24       | CMA CGM Megamax-24 | CMA CGM Megamax-24                                      | CMA CGM Megamax-24         |
| Bauname                | Bauwerft/ Baunummer      | IMO- Nummer        | Kiellegung Stapellauf Ablieferung                       | Umbenennungen und Verbleib |
| ---------------------- | ------------------------ | ------------------ | ------------------------------------------------------- | -------------------------- |
| CMA CGM Champs Elysees | Hudong-Zhonghua/ H1471   | 9839131            | - 25. September 2019 27. Oktober 2020                   | so in Fahrt                |
| CMA CGM Louvre         | Hudong-Zhonghua/ H1472   | 9839143            | - 22. Dezember 2020                                     | so in Fahrt                |
| CMA CGM Montmartre     | Hudong-Zhonghua/ H1473   | 9839155            | - 18. März 2021                                         | so in Fahrt                |
| CMA CGM Trocadero      | Hudong-Zhonghua/ H1474   | 9839167            | - 26. Mai 2021                                          | so in Fahrt                |
| CMA CGM Jaques Saade   | Shanghai-Jiangnan/ H3033 | 9839179            | 13. Dezember 2018 25. September 2019 22. September 2020 | so in Fahrt                |
| CMA CGM Palais Royal   | Shanghai-Jiangnan/ H3034 | 9839181            | 15. Februar 2019 5. August 2020 27. November 2020       | so in Fahrt                |
| CMA CGM Rivoli         | Shanghai-Jiangnan/ H3035 | 9839193            | - 20. Januar 2021                                       | so in Fahrt                |
| CMA CGM Concorde       | Shanghai-Jiangnan/ H3036 | 9839208            | - 27. April 2021                                        | so in Fahrt                |
| CMA CGM Sorbonne       | Shanghai-Jiangnan/ H3037 | 9839210            | - 29. Juni 2021                                         | so in Fahrt                |
| Daten: new-ships.com/  |                          |                    |                                                         |                            |